# Диво (фільм, 1934)
«Диво» (рос. «Чудо») — радянський художній фільм-драма 1934 року, знятий режисером Павлом Петровим-Битовим на кіностудії «Ленфільм».

## Сюжет
Фільм розповідає про класове прозріння відсталого робітника під впливом революційних подій 1905—1906 років.

## У ролях
- Володимир Гардін — Пущин, машиніст
- Іларіон Пєвцов — професор Шварц
- Микола Симонов — Федір Пущин
- Олександр Мельников — священик
- Тетяна Гурецька — Зоя, дружина Федора
- Сергій Поначевний — Лунін
- Олександр Мазаєв — начальник охранки
- Валерій Соловцов — вбивця
- Костянтин Назаренко — погромник
- Яків Гудкін — козачий офіцер
- Тимофій Ремізов — семінарист

## Знімальна група
- Режисер — Павло Петров-Битов
- Сценарист — Павло Петров-Битов
- Оператор — Анатолій Назаров
- Художник — Юхим Хігер